# Sidi Djillali
Sidi Djillali è un comune dell'Algeria, situato nella provincia di Tlemcen.